# Chuanjiesaurus

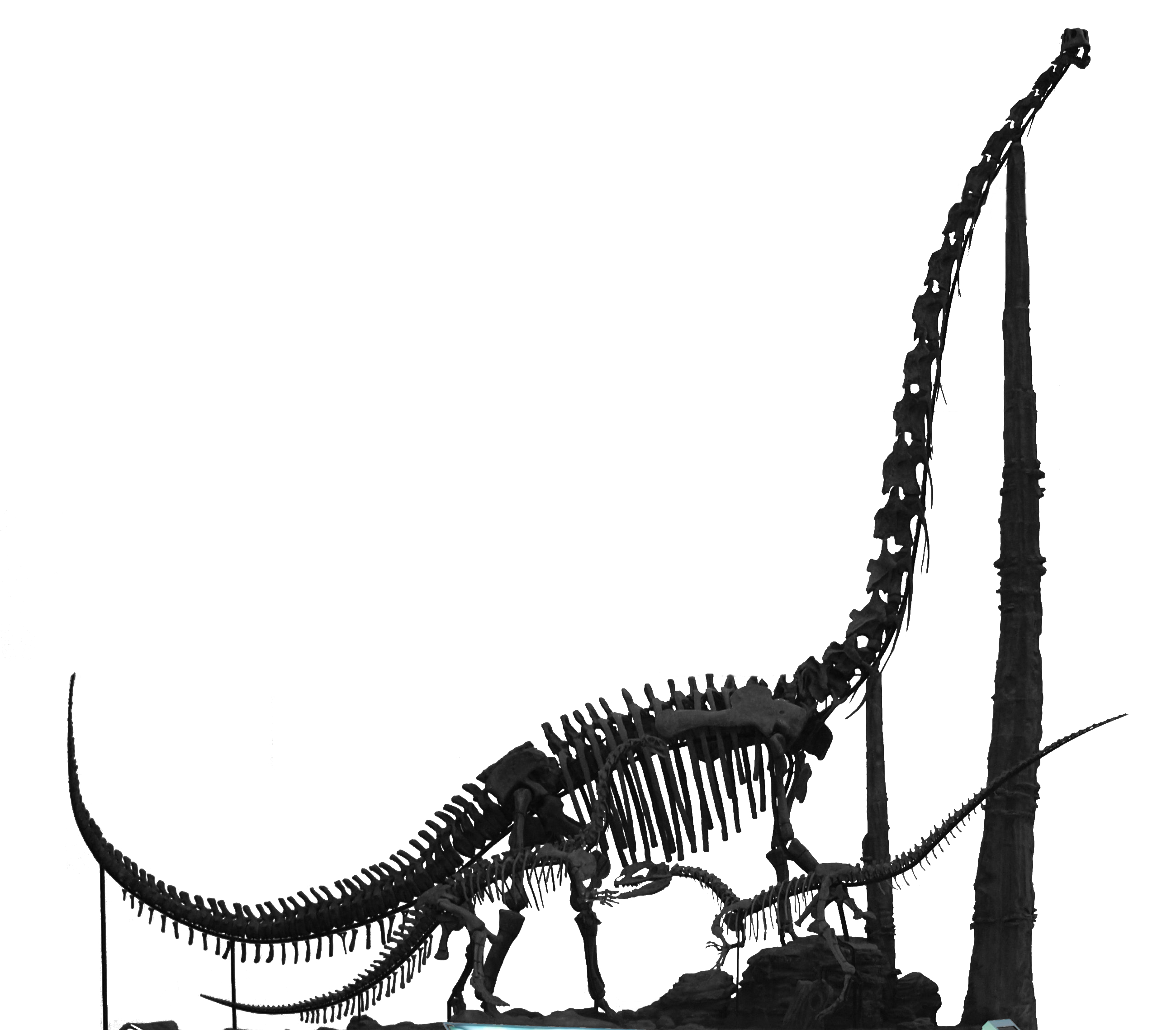
Een model van Chuanjiesaurus

Chuanjiesaurus anaensis is een plantenetende sauropode dinosauriër, behorend tot de Eusauropoda, die tijdens het middelste Jura leefde in het gebied van het huidige China.

## Vondst en naamgeving
In 1995 vond paleontoloog Wang Tao van het Lufeng Dinosaur Museum bij het dorp Ana, deel van het stadje Chuanjie in de prefectuur Lufeng in de provincie Yunnan, een locatie met twee enorme sauropode skeletten. Die begon hij langzaam bloot te leggen, er een eenvoudig huisje over heen bouwend om ze tegen de elementen te beschermen. De fossielen waren erg indrukwekkend en het werd besloten ze in de grond te laten zitten en er een moderne tentoonstellingsruimte rond op te trekken, de Dinosaur World Valley die in 2008 geopend werd.
In het kader van deze ontwikkeling werden de vondsten in 2000 door Fang Xiaosi e.a. benoemd en kort beschreven als de typesoort Chuanjiesaurus anaensis. Geslachtsnaam en soortaanduiding verwijzen naar de vondstlocatie.
De beschrijving was wat summier en in 2011 werd een meer gedetailleerde beschrijving gegeven door de Japanner Toru Sekiya.
Het holotype, Lfch 1001, is gevonden in een laag van de Chuanjieformatie waarvan de datering onzeker is maar die vermoedelijk stamt uit de middelste Jura. Het bestaat uit een gedeeltelijk skelet zonder schedel. De blootgelegde fossielen omvatten resten van minsten drie andere sauropode individuen, alsmede van de theropode Shidaisaurus. Pas Sekiya gaf duidelijk aan welke skeletelementen bij het holotype zouden behoren. Het gaat om een reeks staartwervels, een schoudergordel, beide opperarmbeenderen, een linkeronderarm zonder hand en een rechterachterpoot zonder voet. Daarnaast wees hij een tweede skelet toe, specimen LCD9701-I. Dit omvat een reeks van elf halswervels, de zes achterste ruggenwervels, vier sacrale wervels, een reeks van vijfentwintig staartwervels, de linkervoorpoot zonder vingers, het linkerdarmbeen, beide schaambeenderen en een linkerdijbeen. Talrijke aanvullende losse botten zijn aanwezig maar die overlappen het typemateriaal niet en werden door Sekiya daarom niet toegewezen. In 2020 werd het tweede skelet benoemd als het aparte geslacht Analong.

## Beschrijving

### Grootte en onderscheidende kenmerken
Chuanjiesaurus is een middelgrote sauropode met een lengte van zo'n vijftien meter en een gewicht van vijf ton.
Fang gaf een diagnose maar die bevatte veel kenmerken die door andere sauropoden gedeeld worden. Sekiya stelde een lijst op van onderscheidende kenmerken. De holte aan de basis van de achterkant van het doornuitsteeksel wordt ondersteund door drie richels. De achterste ruggenwervels hebben een hyposfeen in de vorm van een V-vormige plaat. De achterste ruggenwervels en de sacrale wervels hebben gedeeltelijke vergroeide doornuitsteeksels die eindigen in een knopvormige verbreding. De voorste staartwervel heeft een zijuitsteeksel met een richel aan de voorrand. Het tweede middenhandsbeen heeft een breedte die minder dan een vijfde bedraagt van de lengte. Het dijbeen heeft een extra, buitenste, gewrichtsknobbel voor het contact met het kuitbeen terwijl de buitenste hoofdknobbel breder is dan de groeve die deze scheidt van de, binnenste, knobbel voor het contact met het scheenbeen.

### Skelet

#### Wervelkolom
De nek van Chuanjiesaurus is erg lang. De halswervels zijn opisthocoel: met een bolle voorkant en holle achterkant. Ze zijn langgerekt en sterk cilindervormig. De ongevorkte doornuitsteeksels zijn laag en kielen ontbreken. Er zijn ondiepe pleurocoelen aan de zijkanten. De wervels nemen tot en met de laatste bekende wervel, de ongeveer zeventig centimeter lange twaalfde, in lengte toe, wat suggereert dat er meer dan twaalf waren. De gewrichtsuitsteeksels zijn lang en in het verlengde van de wervel gericht wat duidt op een geringe onderlinge beweeglijkheid. Als Chuanjiesaurus de nek omhoog wilde steken moet hij zich op de achterpoten verheven hebben. De halswervels zijn gevuld met sponsachtig bot.
Ook de ruggenwervels zijn opisthocoel, met een overdwars bolle onderkant. Ze hebben diepe putvormige pleurocoelen aan de zijkanten maar die tonen geen openingen naar het binnenste. Het systeem van richels is zwak ontwikkeld; deze zijn meestal laag en enkelvoudig. De lendenwervels zijn kort en hoog, een dicht aaneen gedrukte massa vormend met hoge doornuitsteeksels die een verbreed uiteinde hebben. De laatste ruggenwervel is half vergroeid met het heiligbeen waarvan de vier sacrale wervels versmolten doornuitsteeksels tonen. De laatste sacrale wervel heeft een duidelijk bolle achterkant.
De staart is relatief kort en versmalt zich al snel. De voorste staartwervels zijn proecoel, van voren hol; naar achteren worden ze amficoel, aan beide zijden hol en dan ammfiplat, aan beide zijden plat. De staartwervels hebben geen pleurocoelen en een lage wervelboog. Hun richelsysteem is zwak ontwikkeld, zonder laminae op de voorkant of achterkant van de doornuitsteeksels. De voorste doornuitsteeksels zijn staafvormig en krommen iets naar voren; naar achteren worden ze overdwars platter en staan meer naar het uiteinde gericht. Het zijuitsteeksel van de eerste staartwervel is hoog, met een cirkelvormige doorsnede en een richel aan de voorkant. Naar achteren worden de zijuitsteeksels vleugelvormig; van de twaalfde wervel af ontbreken ze. De voorste chevrons zijn rechte langwerpige staven met een overbrugging aan de bovenkant boven een vrij klein haemaalkanaal. Van de tweede chevron af is het uiteinde licht verbreed. De middelste chevrons zijn veel korter en hun uiteinden zijn in zijaanzicht klemvormig gevorkt. De zeer korte chevrons van de achterste wervels zijn in zijaanzicht sterk verticaal afgeplat maar hebben nog steeds naar beneden gekromde uiteinden aan voor- en achterkant.

#### Ledematen
Het schouderblad heeft aan de voorste onderrand een goed ontwikkelde processus acromialis in de vorm van een zich tamelijk ver naar boven uitstrekkende afgeronde kam, ongeveer tweemaal zo breed in zijaanzicht als de schacht. Op de buitenzijde van de kam bevindt zich een duidelijke richel. De binnenzijde van het schouderblad is vlak, zonder richels. Het uiteinde ervan is licht verbreed. Het ravenbeksbeen heeft de vorm van een vooraan en achteraan afgeronde rechthoek, op de achterste helft doorboord door een rond foramen coracoideum. Een klein bekvormig uitsteeksel bevindt zich aan de onderste achterkant.
De voorpoot is ongeveer twee meter lang. Het opperarmbeen is tamelijk plat met een nauwe korte deltopectorale kam die naar de buitenzijde draait. De kop is sterk afgerond. Aan de onderkant van de voorzijde bevinden zich twee lage korte richels. De ellepijp is met tweeënzeventig centimeter kort en robuust. De bovenkant is driestralig door een diepe inkeping waar contact gemaakt wordt met het spaakbeen. Het spaakbeen is slank en staafvormig; de schacht maakt een kleine S-bocht. Er zijn vijf, verticaal gehouden, middenhandsbeenderen waarvan de tweede opvallend slank is; de vierde is de langste met 255 millimeter.
In het bekken is het darmbeen tamelijk kort met een sterk afgeronde bovenkant. Het wat lagere voorblad hangt af in een punt. Het achterblad draait iets lipvormig naar buiten toe; de achterrand ervan vervloeit bijna met het korte aanhangsel voor het zitbeen. Het schaambeen is kort en robuust met een vlakke en overdwars brede schacht. De beennaden met de zitbeenderen van beide schaambeenderen zijn met elkaar vergroeid, een ruw cirkelvormig oppervlak vormend. Het foramen obturatum is cirkelvormig. Het zitbeen heeft een zeer platte slanke schacht; de beide zitbeenderen waren bij althans het holotype niet vergroeid.
Het dijbeen heeft een lengte van 1375 millimeter. De vierde trochanter vormt een lage afgeronde kam, net beneden het midden van de schachtlengte. De meeste basale sauropoden hebben twee gewrichtsknobbels aan de onderkant van het dijbeen: bij Chuanjiesaurus bestaat de buitenste uit twee kammen, net als bij Mamenchisaurus hochuanensis, hoewel die niet zo'n diepe groeve tussen de allerbinnenste en buitenste knobbel heeft. Het scheenbeen is negenentachtig centimeter lang en tamelijk slank. Het scheenbeen is bovenaan van voor naar achter niet erg uitgebreid. De crista cnemialis is zo een lage kam die naar de buitenzijde uitsteekt. Het kuitbeen is een slanke S-vormige staaf met een iets golvende schacht. Het sprongbeen heeft een vrij lage opgaande tak zonder uithollingen of foramina.

## Fylogenie
Fang plaatste Chuanjiesaurus in de Cetiosauridae, een verzamelnaam voor basale sauropoden. Sekiya voerde een exacte cladistische analyse uit met als uitkomt dat Chuanjiesaurus zich in de Mamenchisauridae bevond, samen met Omeisaurus, de verschillende soorten van Mamenchisaurus, Yuanmousaurus en Tienshanosaurus.